# Lindenhof (Stadt Zürich)

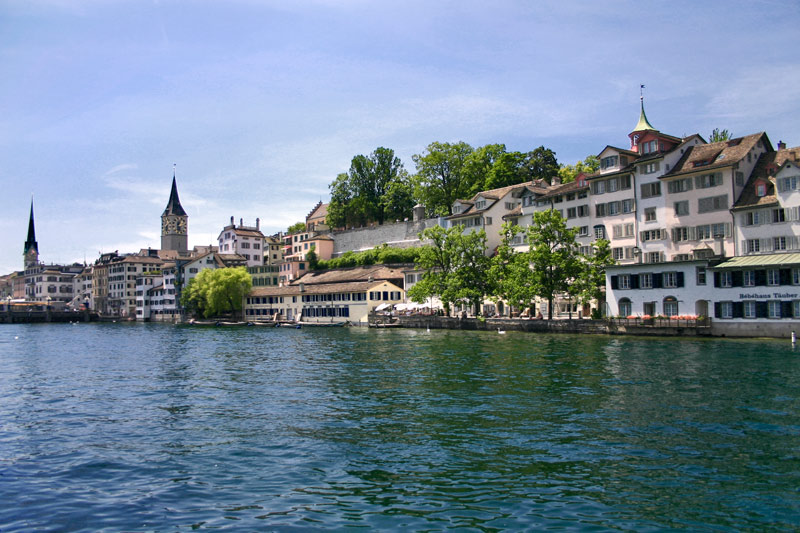
Quartier Lindenhof mit Schipfe

Lindenhof ist ein Quartier der Stadt Zürich, benannt nach dem gleichnamigen Platz. Das Quartier bildet heute zusammen mit den Quartieren City, Rathaus und Hochschulen den Kreis 1, die Altstadt der Stadt Zürich.

## Geographie
Mit 0,23 km² ist der Lindenhof das flächenmässig kleinste Quartier der Stadt Zürich. Es reicht vom Bahnhofplatz im Norden bis zum Bürkliplatz im Süden. Im Westen grenzt das Quartier an die Bahnhofstrasse und im Osten an die Limmat. Das Zentrum des Quartiers bildet der Hügel, auf dem der namengebende Lindenhof liegt.

## Bevölkerung
Die grösste Altersklasse im Quartier Lindenhof stellen mit 40,4 % die 40- bis 64-jährigen Personen dar, gefolgt von den 20- bis 39-Jährigen mit 35 %. Zwischen 1994 und 2004 nahm die Wohnbevölkerung um mehr als 10 % ab.

## Bevölkerungsentwicklung des Quartiers
Quelle: Statistik & Daten: Lindenhof

## Geschichte
Der Lindenhof bildet zusammen mit dem Quartier Rathaus den ältesten Kern der Stadt Zürich. Eine erste Besiedlung des Hügelzugs wird spätestens 1500 v. Chr. vermutet; eine keltische Siedlung am Lindenhof ist für das 1. Jahrhundert v. Chr. nachgewiesen.
Bereits bei der Entwicklung der Stadt in der Zeit der Römer, als der Ort zunächst zur Provinz Gallia Belgica, später dann zur um 85 n. Chr. gegründeten Provinz Germania superior (Obergermanien) gehörte, diente dieser hügelige Teil auf der linken Seite der Limmat als Stellung für das Kastell Zürich. So fand man 1747 am heutigen Lindenhof einen römischen Grabstein des Lucius Aelius Urbicus mit der bisher ältesten Nennung der Stadt; eine Kopie steht an der Pfalzgasse beim Aufgang zum Lindenhof. Die auf das 2. Jahrhundert datierte Bezeichnung STAtionis TURICensis weist auf eine römische Zollstation mit dem Namen Turicum hin. Stärker befestigt wurde das Plateau vermutlich erst nach 365 n. Chr. als Truppenstation bei der Befestigung der Rheingrenze durch Kaiser Valentinian I. Die unteren Schichten der Stützmauer des Lindenhofs zur Limmat hin gehen wahrscheinlich noch auf die römische Kastellmauer zurück.

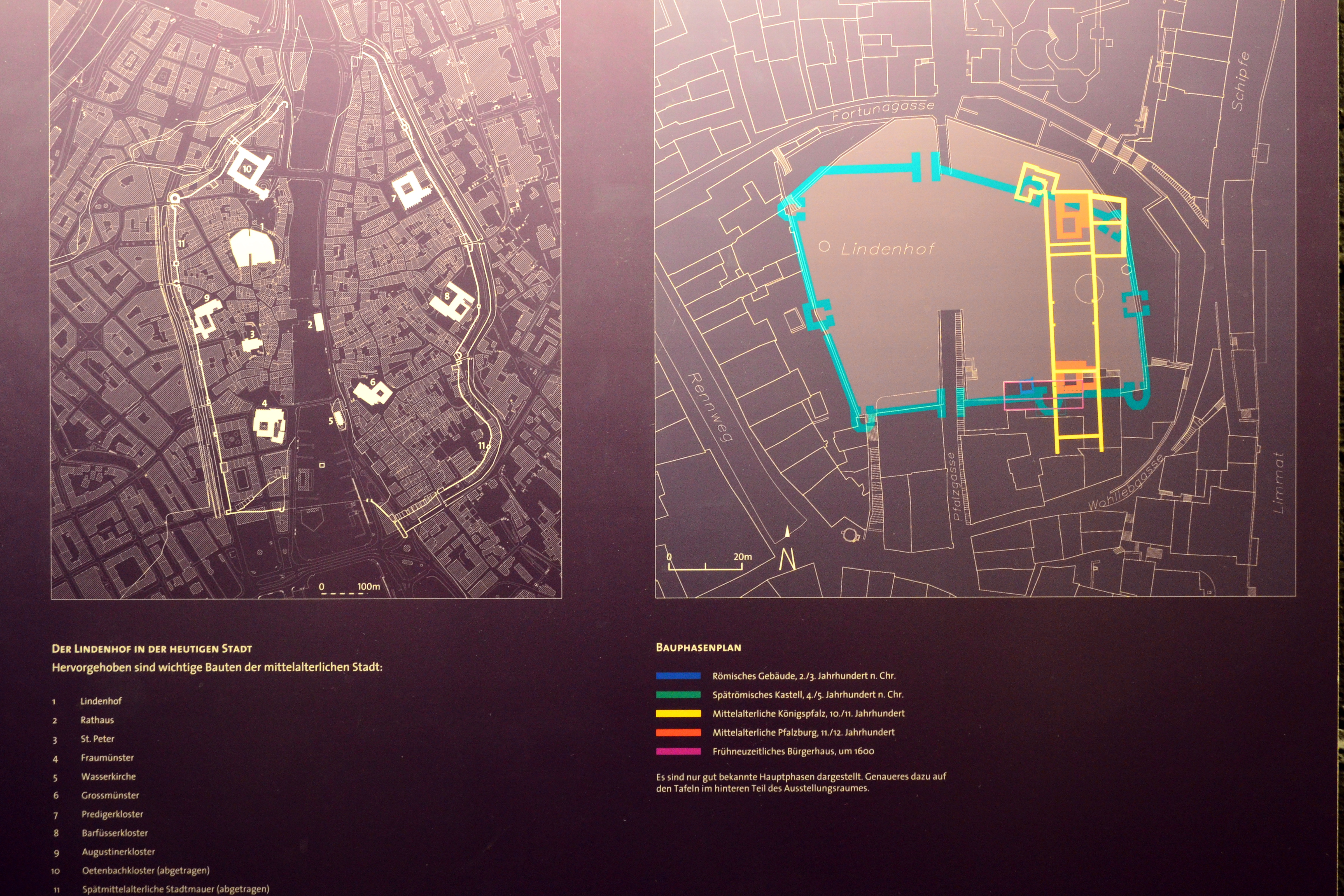
Befundskizze spätrömisches Kastell und ottonische Pfalz

Während der Einwanderung der Alamannen im Zuge der Völkerwanderung zu Beginn des 5. Jahrhunderts blieb das Kastell auf dem Lindenhof bestehen (siehe auch: Geschichte der Stadt Zürich).
Im Frühmittelalter entstand auf dem Hügel eine Königspfalz. Ein erstes Pfalzgebäude entstand innerhalb der Mauern des Kastells im 9. oder 10. Jahrhundert – vielleicht erbaut durch die Karolinger oder die Herzöge von Schwaben. Wahrscheinlich im frühen 11. Jahrhundert wurde dieser Komplex wieder abgerissen und durch eine monumentale neue Königspfalz der Ottonen oder ihrer Nachfolger, der Salier, ersetzt, die dem Hof bis 1055 regelmässig als Residenz-, Versammlungs- und Festort diente. Am Weihnachtsfest 1055 verlobte hier Kaiser Heinrich III. seinen erst vierjährigen Sohn, den späteren Heinrich IV., mit der ein Jahr jüngeren Bertha von Turin.
Im späten 11. und im 12. Jahrhundert wurde diese Anlage wahrscheinlich durch die Grafen von Lenzburg in zwei Etappen zu einer Burg mit zwei grossen Türmen ausgebaut, bevor sie im 13. Jahrhundert zerstört wurde. 1173 starben die Lenzburger aus, 1218 ebenso die Grafen von Zähringen. Danach wurde die Burg wohl abgetragen.
Eine bekannte Episode aus der Zürcher Geschichte bezieht sich bereits auf den Lindenhof als Platz: Die Zürcher seien im 13. Jahrhundert in einem Kriegszug gegen Winterthur gezogen, der zu einem regelrechten Desaster wurde. Es seien so viele Männer gefallen, dass Zürich praktisch schutzlos zurückgeblieben sei. Herzog Albrecht I. von Habsburg, Stadtherr von Winterthur, versuchte deshalb Zürich einzunehmen und legte ein Heer vor die Stadtmauern. In dieser verzweifelten Situation hätten sich die Zürcherinnen als Krieger verkleidet und seien mit langen Spiessen auf den Lindenhof gezogen. Die Belagerer glaubten, ein starkes Heer sei irgendwie in die Stadt gelangt und hoben die Belagerung auf. Heute bezieht sich die Brunnenfigur des Lindenhofbrunnens auf die heldenhaften Zürcherinnen.
Bis in die frühe Neuzeit diente der Platz den Zürchern zu Versammlungen. 1798 wurde auf dem Lindenhof zum Beispiel der Eid auf die Verfassung der Helvetischen Republik geschworen. Bis heute ist der Platz mit Linden bepflanzt. Schachspieler treffen sich hier. An seinem südlichen Ende steht das Gebäude der Zürcher Freimaurerloge Modestia cum Libertate. Neben dem Haus führt unter einer Klappe eine Treppe in den Untergrund, wo Reste von Bauten aus vier Bauepochen besichtigt werden können. Der Schlüssel dazu ist im Stadthaus Zürich erhältlich.
Am 15. Oktober 2011 wurde der Lindenhof als Reaktion auf die «Bankenrettungen» nach der Weltfinanzkrise 2007–2008 von «Occupy Paradeplatz», einer Nachahmergruppe von Occupy, besetzt. Rund 1000 Teilnehmer aus dem Umfeld von Juso und Jungen Grünen, aber auch Rechtslibertäre von «We are Change», hatten zunächst den Paradeplatz, den Mittelpunkt des Finanzplatzes, in Beschlag genommen. Zuletzt zelteten rund 70 Personen auf dem Lindenhof. Am 15. November 2011 wurde das Zeltlager von der Polizei geräumt. Einige Aktivisten zogen zur St.-Jakobs-Kirche, wo sie noch zwei Wochen blieben.

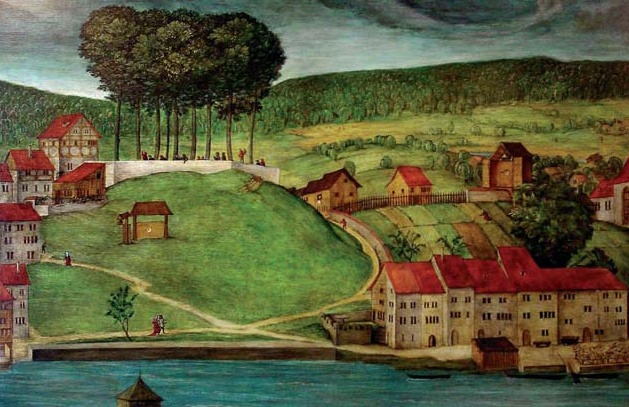
Lindenhof (Ende 15. Jh.)
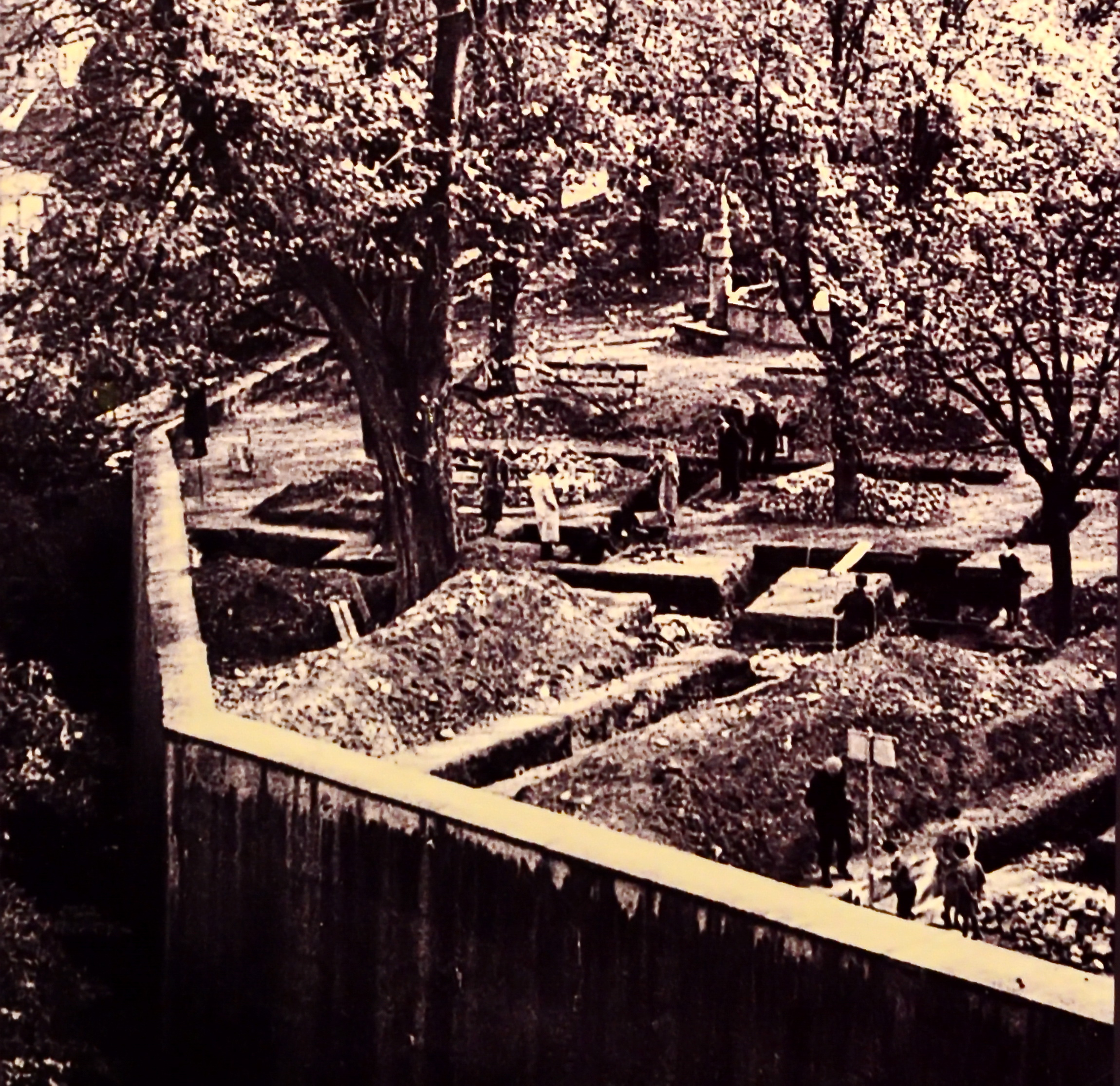
Ausgrabungen 1937/38
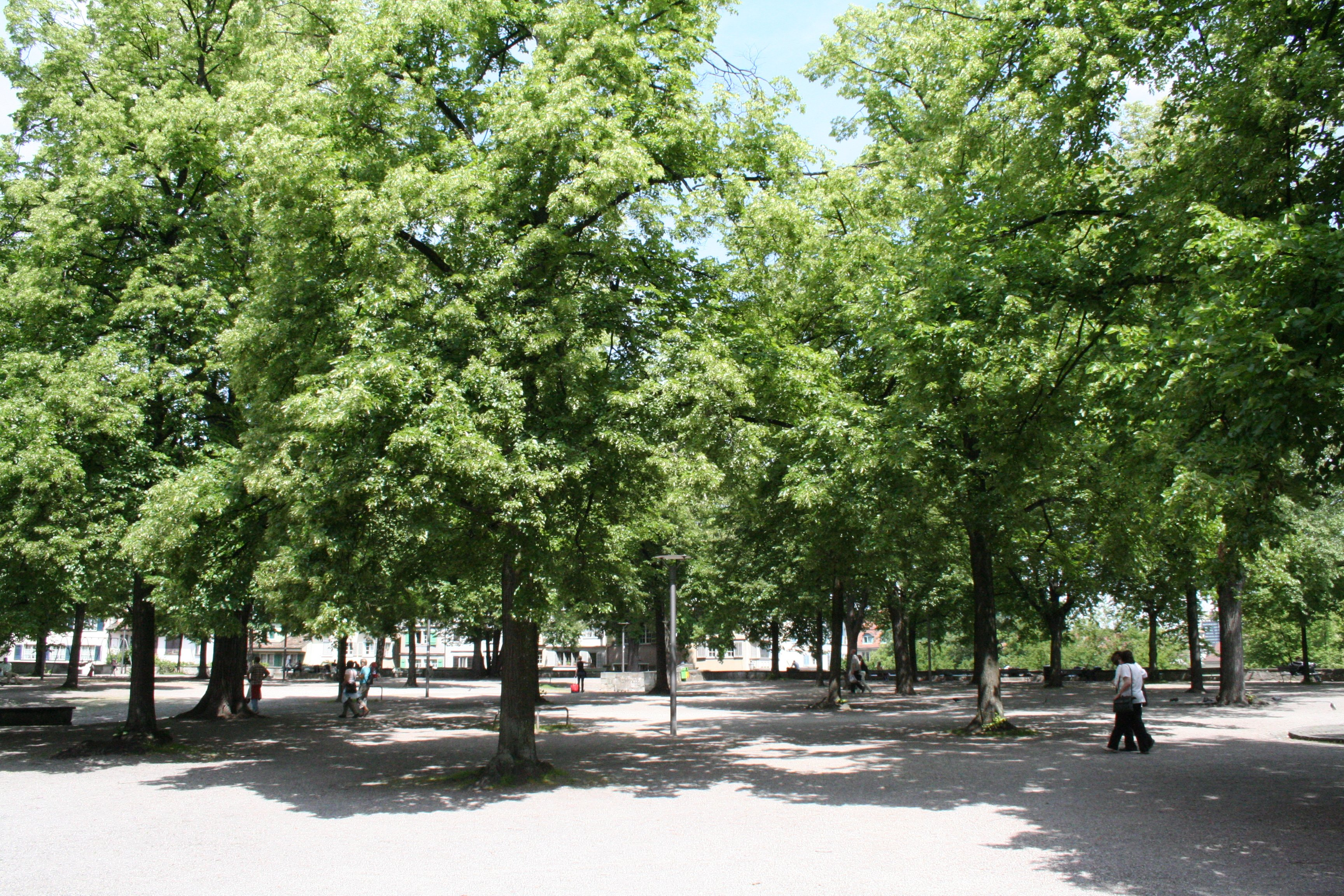
Auf dem Lindenhof
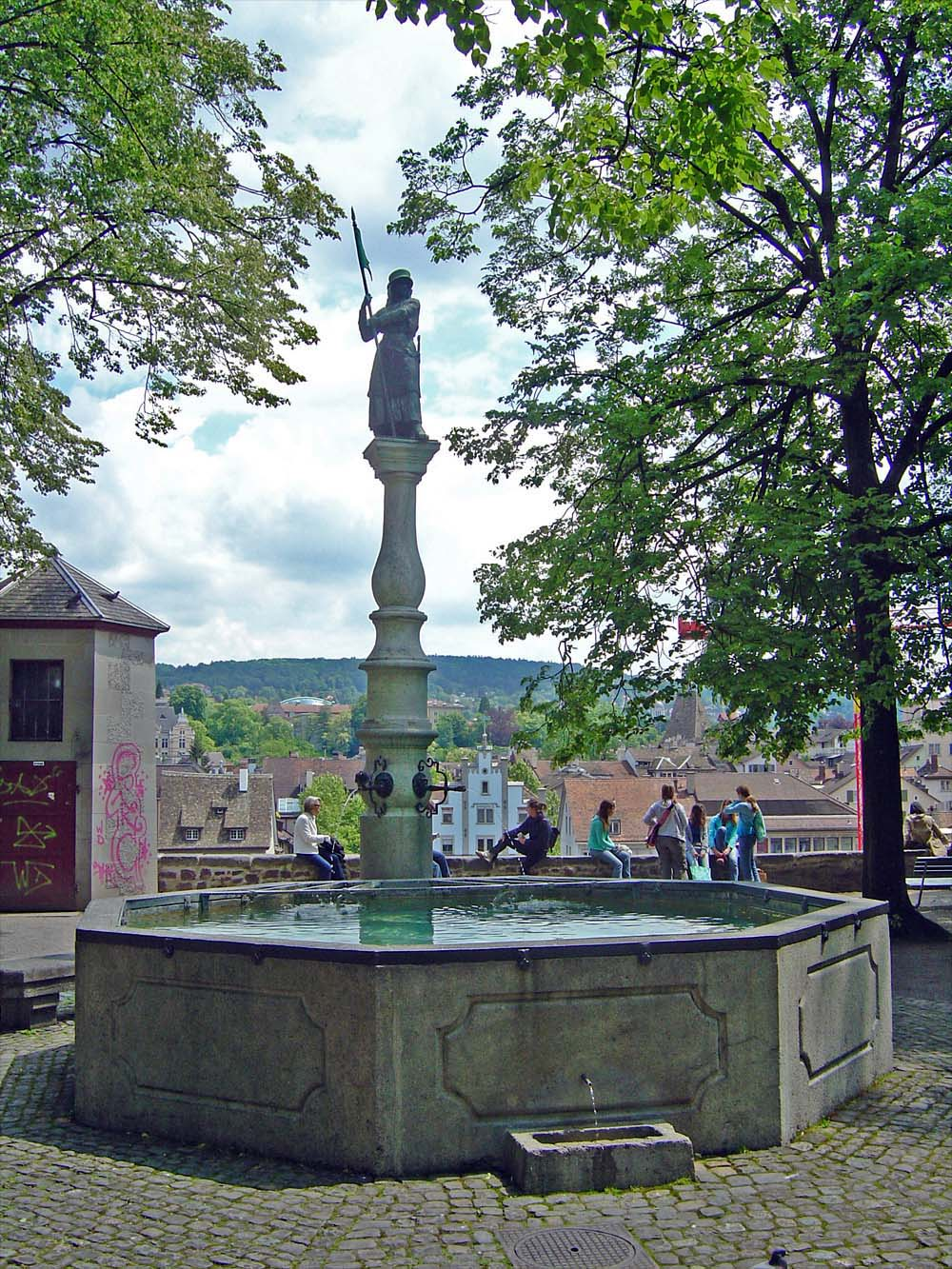
Brunnen auf dem Lindenhof mit Statue der heldenhaften Zürcherin
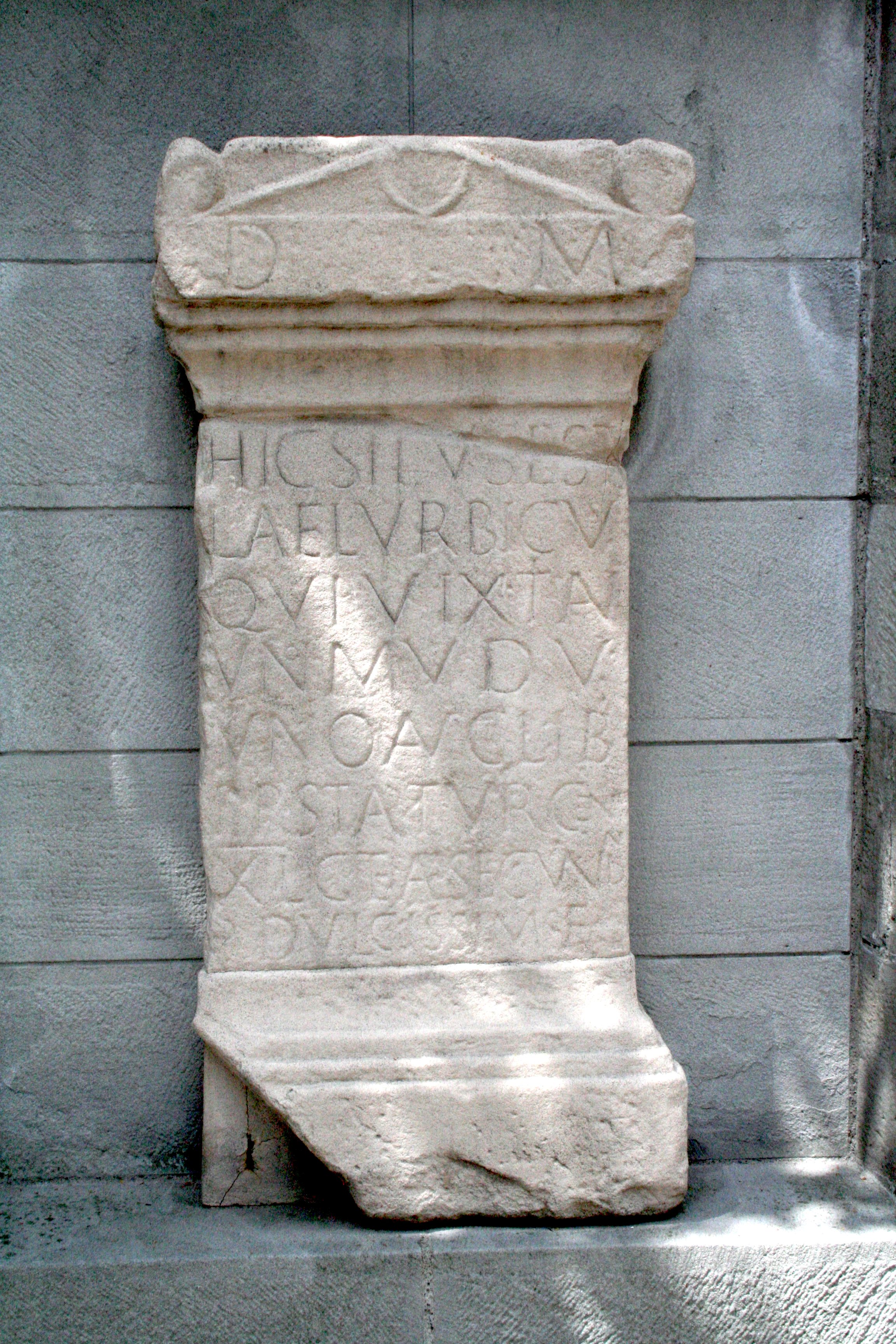
Römischer Grabstein, gefunden auf dem Lindenhof
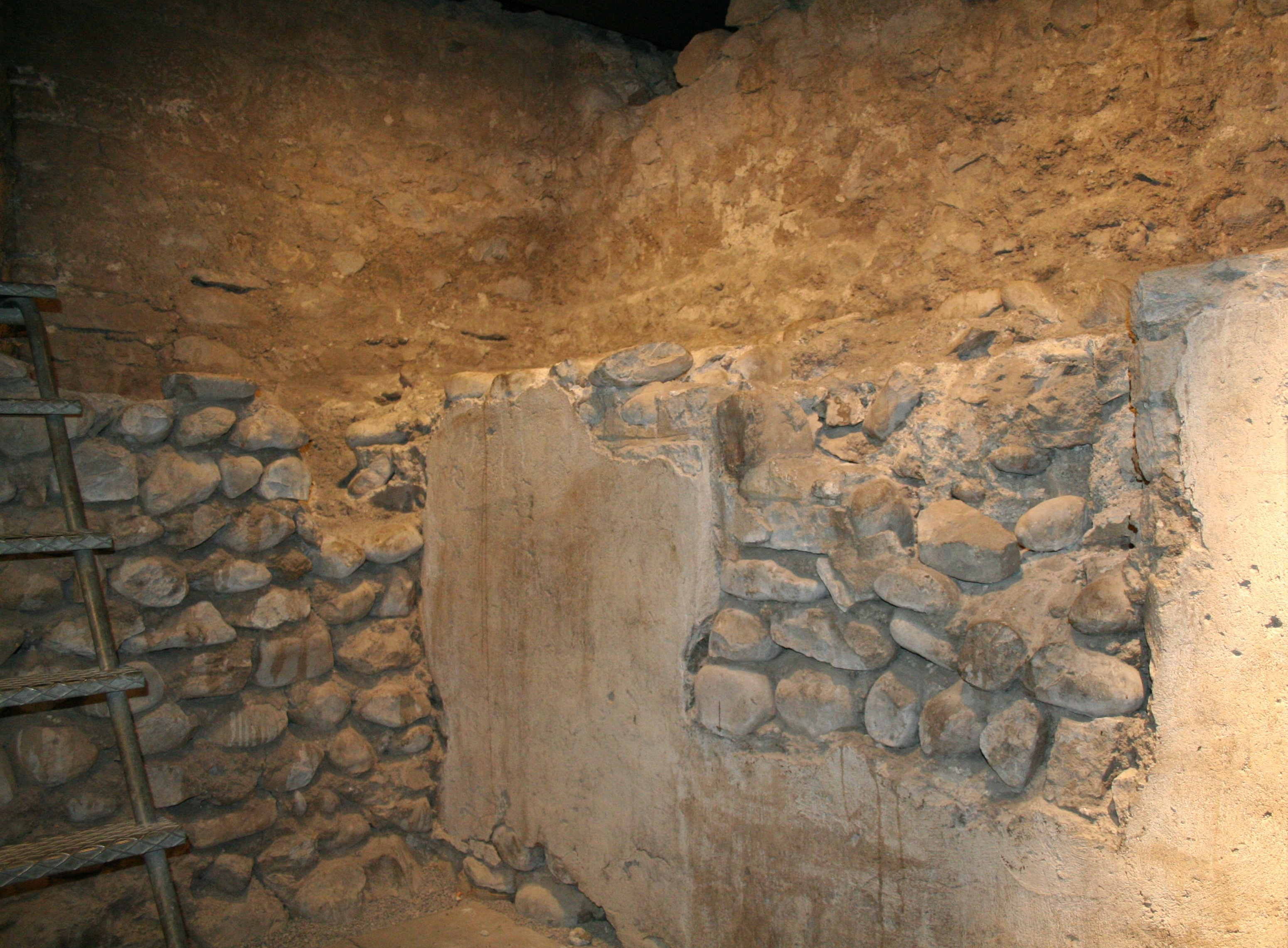
Reste römischer Bauten unter dem Lindenhof: vorne Keller mit vermauertem Fenster eines Hauses, hinten Reste der Kastellmauer
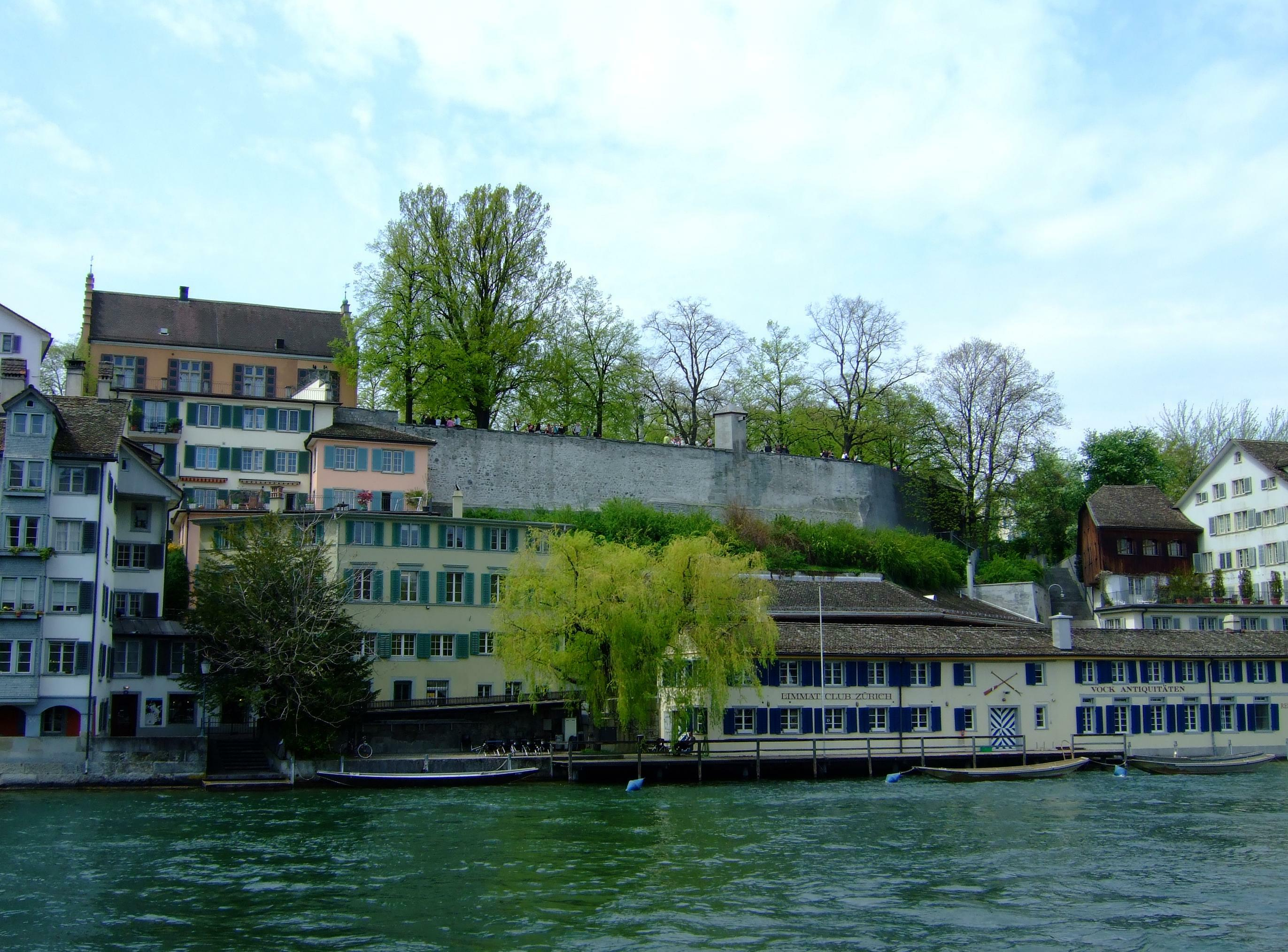
Sicht auf die Kastellmauer vom Limmatquai aus